# Rioxa lanceolata
Rioxa lanceolata är en tvåvingeart som beskrevs av Walker 1856. Rioxa lanceolata ingår i släktet Rioxa och familjen borrflugor. Inga underarter finns listade i Catalogue of Life.